# 000-talet
Denna artikel handlar om seklet 000-talet, åren 1-99. För decenniet 00-talet (åren 1-9) se 00-talet. För millenniet 0000-talet (åren 1-999) se 0000-talet (millennium).

## Om tideräkningen
Nollhundratalet är det första århundradet efter epoken enligt den vedertagna Gregorianska kalendern, men med dagens synsätt har något år 0 aldrig inträffat. När munken Dionysius Exiguus beräknade årtalet för Jesu födelse kallade han detta år för Herrens första år (Anno Domini Primero). Enligt ISO 8601-standarden har man dock med ett år noll, så årtal före 0001 blir alltså olika enligt ISO 8601 jämfört med f.Kr.-varianten.

## Viktiga personer

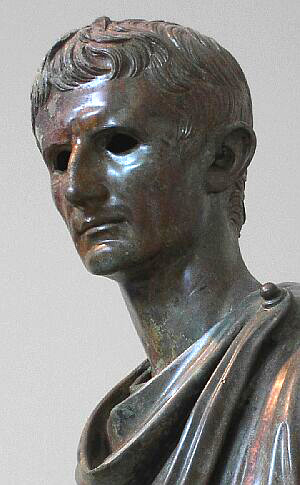
Bronsstaty av Augustus, Arkeologiska museet, Aten.

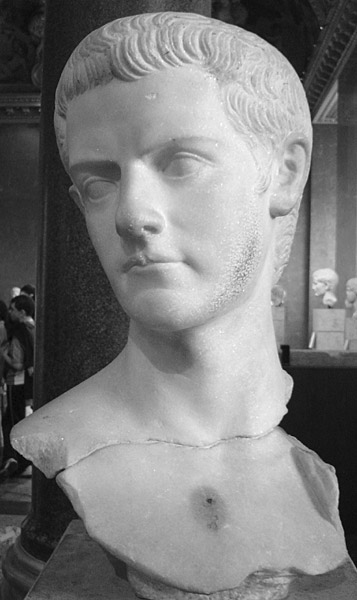
Caligula.

- Apollonios från Tyana, grekisk filosof
- Arminius, germansk härledare
- Boudicca, britannisk upprorsledare
- Augustus, romersk kejsare
- Caligula, romersk kejsare
- Claudius, romersk kejsare
- Clemens I, biskop av Rom (påve)
- Domitianus, romersk kejsare
- Galba, romersk kejsare
- Heron från Alexandria, grekisk fysiker och matematiker
- Hillel, judisk läkare
- Ignatios, biskop av Antiochia
- Jakob den rättvise, biskop av Jerusalem
- Jesus Kristus, judisk profet och grundare av kristendomen
- Johannes döparen, judisk profet
- Josefus, judisk historiker
- Titus Livius, romersk historiker
- Nero, romersk kejsare
- Nerva, romersk kejsare
- Otho, romersk kejsare
- Paulus, kristen apostel, missionär och teolog
- Filon, grekisk-judisk filosof
- Plinius den äldre, romersk författare
- Pontius Pilatus, ståthållare av Judéen, mannen som lät korsfästa Jesus
- Seneca den yngre, romersk författare, filosof och politiker
- Strabon, grekisk geograf
- Publius Cornelius Tacitus, romersk historiker
- Tiberius, romersk kejsare
- Titus, romersk kejsare
- Trajanus, romersk kejsare
- Vespasianus, romersk kejsare
- Vitellius, romersk kejsare

## Händelser
- 2 - Kinas första folkräkning kommer fram till att landet har 57 miljoner invånare.
- 8 - Papper uppfinns i Kina.
- 30 - Petrus utses till den förste påven.
- 37 - Petrus grundar den syrisk-ortodoxa kyrkan.
- 71 - Lås med nycklar börjar användas i Romarriket.
- 24 augusti 79 - Vesuvius får ett utbrott och begraver bland annat Pompeji och Herculaneum.

## Födda
- 3 - Paulus, apostel.
- 31 augusti 12 - Caligula, romersk kejsare.

## Avlidna
- 19 augusti 14 - Augustus, romersk kejsare.
- 29 - Johannes döparen, profet.
- 3 april 33 - Jesus, grundare av kristendomen.
- 60 - Petrus, en av Jesu lärjungar